# William Yarbrough
William Paul Yarbrough Story (Aguascalientes, 20 de marzo de 1989) es un futbolista mexicano-estadounidense, su posición es portero y milita actualmente en el Inter de Miami de la Major League Soccer.

## Trayectoria
William Yarbrough formó parte de la estructura de fuerzas básicas del Pachuca C.F. desde los 15 años,comenzó a entrenarse de portero en la filial del América en la Cd. de Aguascalientes. A los 13, fue visto por el D.T Chucho Ramírez, quien le dio seguimiento. A sus 15, entrenó con el club Chivas, donde representó a Jalisco en el torneo nacional sub-17, como no tenía contrato asegurado por ese club, fue invitado por el Club Pachuca.
Desde el 2007 tuvo participación en los equipos del Pachuca de Divisiones inferiores directas. Después, en 2010 llega al Tampico Madero, en donde permanece un par de torneos. Durante el primer semestre de 2011 es prestado nuevamente, esta vez al Titanes de Tulancingo, equipo en el cual conquista un título de Segunda División.
Para el Torneo Clausura 2012 es fichado a préstamo al Club León que participaba entonces en la Liga de Ascenso. Ese torneo no vio actividad, ya que fue portero suplente. De igual forma, logra el Campeonato y el Ascenso con el León. Su debut con el primer equipo se dio el 5 de julio de 2012 en un partido amistoso, contra la Selección Olímpica de México.
Su debut en Primera División se produjo el 2 de marzo de 2013 en el Club León enfrentado al Puebla A partir de ese partido, disputó todos los partidos de Liga como titular indiscutible hasta la Jornada 7 del torneo Clausura 2014, donde fue banqueando por Christian Martínez debido a que durante la semana el equipo jugaría la Copa Bridgstone Libertadores, por lo que el técnico, Gustavo Matosas, descansó al cuadro titular. William se volvió jugador clave en el torneo Apertura 2013, donde fue elegido Jugador del Partido en la final de vuelta ante América, donde saco varios balones con peligro, siendo un tiro libre de Miguél Layún el más notable. El resultado fue favorable para el León con un marcador global de 5-1, obteniendo su sexto título de liga.
Ya con el sexto título, el León calificó a la Copa Bridgestone Libertadores junto al Santos Laguna. William es una de las figuras en quien más fe se tiene para dicha liga, junto con Carlos Peña, Luis Montes, Rafael Márquez y Mauro Boselli.
El equipo queda eliminado después de fase de grupos, por el Bolívar Boliviano, en un marcador global de 3-3 que se perdió por gol de visitante. En este torneo la defensa tuvo una mala actuación, por lo que la afición culpó al cancerbero de haber permitido goles que de hecho, la defensa debió haber cubierto. Ya de vuelta en la liga, el equipo tenía problemas para acceder a liguilla, pues habían apostado por la Copa Libertadores, dejándole la liga a suplentes y fuerzas básicas. Sin embargo, gracias a una combinación de resultados logra pasar en el octavo puesto para sacar en la primera ronda al superlíder y favorito al título, el Cruz Azul. En la siguiente fase se vio las caras con el sublíder y también otro gran favorito, el Toluca, al cual también venció con un gran partido del arquero. El León ganó la final contra su hermano, el Pachuca, siendo el partido de vuelta uno extraordinario para el cancerbero. Sin embargo, a diferencia del juego de la final pasada, no fue el jugador del partido. Tras esta victoria, el León fue el segundo bicampeón de torneos cortos (el primero es el Club Universidad Nacional que ganó en 2004 dos ligas seguidas), consiguió su séptimo título y la escuadra de la temporada 2013-2014 mexicana pasó a la historia como una de las mejores de la historia en el club.
El día 4 de marzo de 2020, se anunció que William llega a Colorado Rapids de la MLS y así se despidió del equipo León, citando sus palabras: "Después de ocho años es momento de terminar este capítulo con León, no sé si sea el final o si nos volvamos a ver más adelante pero en este momentos los cité a todos ustedes (medios) simplemente para darles a gracias a la institución que me recibió con los brazos abiertos".
Así llega una nueva etapa para el mexico-americano en la Major League Soccer para buscar ganarse un lugar en el cuadro titular, ya que con la Fiera desde 2018 su actividad disminuyó.

## Clubes
| Club                  | País           | Año       |
| --------------------- | -------------- | --------- |
| Pachuca               | México         | 2007-2010 |
| Tampico Madero        | 2010-2011      |           |
| Titanes de Tulancingo | Apertura 2011  |           |
| Club León             | 2012-2019      |           |
| Colorado Rapids       | Estados Unidos | 2020-2023 |
| San Jose Earthquakes  | Estados Unidos | 2024-2025 |
| Inter de Miami        | Estados Unidos | 2025-Act  |

## Selecciones nacionales
Yarbrough cuenta tanto con la nacionalidad estadounidense como la mexicana, por lo que tenía la posibilidad de jugar para cualquiera de las selecciones de esos dos países. Sin embargo terminó jugando para la selección de Estados Unidos.

### Selección mexicana
Fue convocado a finales de 2007 a la Selección Sub-20 de México, dirigida entonces por Jesús Ramírez, para realizar una gira en Honduras en donde disputarían tres partidos amistosos contra clubes locales.

### Selección estadounidense
En marzo de 2015 se confirmó que Yarbrough había sido llamado a la selección nacional de Estados Unidos por el entrenador Jürgen Klinsmann con miras a dos partidos amistosos en Europa. Hizo su debut con los norteamericanos ingresando en el segundo tiempo en uno de esos partidos; el encuentro fue disputado ante Suiza y terminaría empatado 1-1.
Yarbrough fue incluido en la nómina preliminar para la Copa de Oro 2015, haciendo de ésta la primera ocasión en que es convocado a un torneo oficial. Fue confirmado en la lista final de 23 jugadores el 23 de mayo de 2015, pero no tuvo actividad. 
|                             | PJ | Minutos | Goles recibidos | Periodo   |
| --------------------------- | -- | ------- | --------------- | --------- |
| Selección de Estados Unidos | 3  | 135     | 1               | 2015-2016 |

| Fecha                 | Rival         | Estadio                | Resultado | Competencia |
| --------------------- | ------------- | ---------------------- | --------- | ----------- |
| 31 de marzo de 2015   | Suiza         | Letzigrund, Zúrich     | 1-1       | Amistoso    |
| 15 de abril de 2015   | México        | Alamodome, San Antonio | 2-0       | Amistoso    |
| 11 de octubre de 2016 | Nueva Zelanda | RFK, Washington D. C.  | 1-1       | Amistoso    |

#### Participación en fase final
| Competencia                     | Sede           | Resultado  | Partidos |
| ------------------------------- | -------------- | ---------- | -------- |
| Copa de Oro de la Concacaf 2015 | Estados Unidos | 4to. lugar | 0        |

## Palmarés

### Campeonatos nacionales
| Categoría               | Club                  | País   | Título                   |
| ----------------------- | --------------------- | ------ | ------------------------ |
| Liga Premier de Ascenso | Titanes de Tulancingo | México | Apertura 2011            |
| Liga de Ascenso         | Club León             | México | Clausura 2012            |
| Liga de Ascenso         | Club León             | México | Final de Ascenso 2011-12 |
| Primera División        | Club León             | México | Apertura 2013            |
| Primera División        | Club León             | México | Clausura 2014            |